# Football Club Groningen 2020-2021
Questa voce raccoglie le informazioni riguardanti lo  Football Club Groningen  nelle competizioni ufficiali della stagione 2020-2021.

## Rosa
Aggiornata al 9 febbraio 2021.
| N. |                        | Ruolo | Calciatore              |
| -- | ---------------------- | ----- | ----------------------- |
| 1  | Paesi Bassi (bandiera) | P     | Sergio Padt             |
| 2  | Paesi Bassi (bandiera) | D     | Damil Dankerlui         |
| 3  | Paesi Bassi (bandiera) | D     | Bart van Hintum         |
| 4  | Paesi Bassi (bandiera) | D     | Wessel Dammers          |
| 5  | Giappone (bandiera)    | D     | Kō Itakura              |
| 6  | Paesi Bassi (bandiera) | C     | Azor Matusiwa           |
| 7  | Svezia (bandiera)      | C     | Ramon Pascal Lundqvist  |
| 9  | Norvegia (bandiera)    | A     | Jørgen Strand Larsen    |
| 10 | Paesi Bassi (bandiera) | A     | Arjen Robben (capitano) |
| 11 | Marocco (bandiera)     | C     | Mohamed El Hankouri     |
| 14 | Paesi Bassi (bandiera) | A     | Patrick Joosten         |
| 15 | Svezia (bandiera)      | C     | Gabriel Gudmundsson     |

| N. |                        | Ruolo | Calciatore            |
| -- | ---------------------- | ----- | --------------------- |
| 17 | Spagna (bandiera)      | D     | Miguel Ángel Leal     |
| 18 | Marocco (bandiera)     | C     | Ahmed El Messaoudi    |
| 19 | Svezia (bandiera)      | A     | Paulos Abraham        |
| 23 | Norvegia (bandiera)    | P     | Per Kristian Bråtveit |
| 25 | Paesi Bassi (bandiera) | P     | Jan de Boer           |
| 26 | Paesi Bassi (bandiera) | C     | Daniël van Kaam       |
| 27 | Paesi Bassi (bandiera) | A     | Thijs Dallinga        |
| 31 | Slovacchia (bandiera)  | C     | Tomáš Suslov          |
| 32 | Paesi Bassi (bandiera) | D     | Mike te Wierik        |
| 33 | Paesi Bassi (bandiera) | A     | Joël van Kaam         |
| 34 | Paesi Bassi (bandiera) | A     | Kian Slor             |
| 48 | Paesi Bassi (bandiera) | D     | Leonel Miguel         |